# Итальянская манера
Итальянская манера (итал. maniera moderna или итал. maniera giorgionesca) — метод масляной живописи, зародившийся в Италии в XV веке и вытеснивший фламандскую манеру живописи. Новый способ живописи появился прежде всего в середине столетия у венецианских художников, своим развитием он обязан Джорджоне и Тициану. Получившая распространение сначала по всей Италии, а потом и остальной Европе, «итальянская манера» сыграла значительную роль в эволюции европейского станковизма.

## Темпера и живопись треченто
Для живописи треченто, подчиненной определенному канону, яичная темпера была наиболее подходящей техникой. Работа локальным цветом на условных фонах, создание четких контуров, больших цветовых поверхностей, гладкое письмо — все эти задачи художники решали с помощью красок, стертых на яичном желтке. Те же самые тенденции были характерны и для монументальной, фресковой живописи, которая оказывала в Италии сильное влияние на станковую. Однако с течением времени вкусы изменились, живопись стала более реалистичной, художники стремились к созданию иллюзии глубины пространства и большей живописности в передаче изображаемых предметов, светотеневых эффектов, воздушной среды. В этих условиях технических возможностей темперной живописи уже не хватало.
Светотень при письме темперой передавалась мелкими штрихами — не столько живописным, сколько графическим приёмом. Изображения людей, выполненные подобным способом, вступали в конфликт с пространством, построенным по-новому, с применением законов перспективы.

## Переходный период
Техника масляной живописи была известна итальянским художникам с XIV века. Так, Ченнино Ченнини в своем трактате «Книга об искусстве» (Il Libro dell’Arte) подробно рассказывает о работе маслом. По утверждению Массимо Станциони, художникам Неаполя масляные краски были известны уже в 1300 году. Гиберти говорит о Джотто (который некоторое время служил в Неаполе придворным художником), что тот работал маслом.
Ранее считалось, что в Италии масло сразу сменило темперную живопись. Однако исследования картин художников XIV—XV веков, проведенные в последние десятилетия XX века показали, что периоду господства масляных красок предшествовал длительный период работы в смешанной технике, когда изображение создавалось при помощи чередования многочисленных слоёв красок, растёртых как на яичном желтке, так и на масле.

## Масло, появление новой манеры
В конце XIV века развитию европейской живописи было дано новое направление. Как писал Вазари, художники до того времени, придерживавшиеся способа письма темперой, начало которому положил Чимабуэ, приходили к пониманию того, что необходима новая манера:
«… живописи темперой не хватала некой мягкости и живости, которые если бы только их удалось найти, придали бы больше изящества рисунку и большую красоту колориту и облегчили достижения большего единства в сочетании цветов…»
Масляные краски позволяли писать быстро, ими можно было работать по-сырому несколько дней, легко смешивая краски и сплавляя мазки в единое целое, достигать глубоких и прозрачных теней.
Впервые масляное связующее появилось в итальянской живописи в XIII веке, однако пока только в соединении с одним пигментом — резинатом меди. В следующем столетии тонкий слой масляной краски уже наносился по гипсовому грунту (в качестве связующего) или как имприматура (свинцовыми белилами, стёртыми на масле). В XV веке масло используется как связующее особенно часто, однако художники обычно чередовали слои темперы, масляных красок а иногда и эмульсии желтка в масле. Масло и темперу комбинировали Паоло Уччелло, Боттичелли, Пьеро делла Франческа (начиная с 1460-х годов), Рафаэль и Леонардо да Винчи, маньеристы (в особенно сложном сочетании). Известны немногие картины XVI века, исполненные исключительно в масляной технике.